# Seeländische Wasserversorgung
Die Seeländische Wasserversorgung SWG ist ein Gemeindeverband in der Schweiz und für die Wasserversorgung von zwanzig Verbandsgemeinden und sieben Vertragspartnern aus dem Berner Seeland zuständig.

## Geschichte

### Seeländische Wasserversorgung
Die Seeländische Wasserversorgung SWG wurde 1905 als Genossenschaft gegründet. 1908 wurde das 11 Gemeinden umfassende Wasserversorgungsnetz in Betrieb genommen. 1922 wurde die SWG in einen Gemeindeverband umgewandelt. Durch die Zuckerfabrik und Raffinerie Aarberg AG (ZRA) wurde das Grundwasser verunreinigt, bis 1964 die Deponierung von Rübenschlamm durch den Berner Regierungsrat verboten wurde. Die ZRA musste ihr Abwasser nun in die Alten Aare einleiten, was sich jedoch verheerend auswirkte. Innert weniger Stunden kam es zu einer Verunreinigung der Trinkwasserfassungen von Biel und Lyss sowie einem grossen Fischsterben. 

### Wasserverbund Seeland
1967 gründete die SWG gemeinsam mit der Stadt Biel und der Einwohnergemeinde Lyss die Wasserverbund Seeland AG (WVS AG). Diese nahm 1974 in Gimmiz ein Wasserturm mit drei Grundwasserfassungen in Betrieb. Die Aktien der WVS werden zu 35,9 % von der SWG, zu 41,5 % der Energie Service Biel/Bienne und zu 22,6 % von der Energie Seeland AG aus Lyss gehalten (Stand: 2017). In den 1990er wurden in der Nähe des Hagneckkanals zwei weitere Grundwasserfassungen gebaut und in Betrieb genommen.

## Trinkwasserqualität
Die Belastung des Grundwassers durch Pflanzenschutzmittel bezw. deren Rückstände ist im Berner Seeland hoch. Als der Bund den Wirkstoff Chlorothalonil per Anfang 2020 in der Schweiz verbot, kaufte die SWG zusammen mit der Landwirtschaftlichen Organisation Seeland LOS den Berner Seeländer Bauern Pflanzenschutzmittel, welche diesen Wirkstoff enthalten, ab.

## Verbandsgemeinden
- Aegerten
- Bellmund
- Brügg
- Bühl
- Epsach
- Hagneck
- Hermrigen
- Ipsach
- Jens
- Meienried
- Merzligen
- Mörigen
- Orpund
- Scheuren
- Schwadernau
- Studen
- Sutz-Lattrigen
- Täuffelen-Gerolfingen
- Walperswil
- Worben

## Vertragspartner
Folgende Gemeinden werden durch einen Vertragspartner der SWG versorgt und welcher im Normalfall nur einen Teil des Trinkwassers von der SWG bezieht.
- Safnern
- Dotzigen
- Port
- Kappelen
- Büetigen
- Nidau (ESB)
- Wasserverbund grosses Moos (WAGROM)